# أرنالدو فيرارو
أرنالدو فيرارو هو سياسي أمريكي، ولد في 3 سبتمبر 1936 في إيطاليا. نشط حزبياً في الحزب الجمهوري. وقد انتخب عضو جمعية ولاية نيويورك ‏.